# Світловий тиск

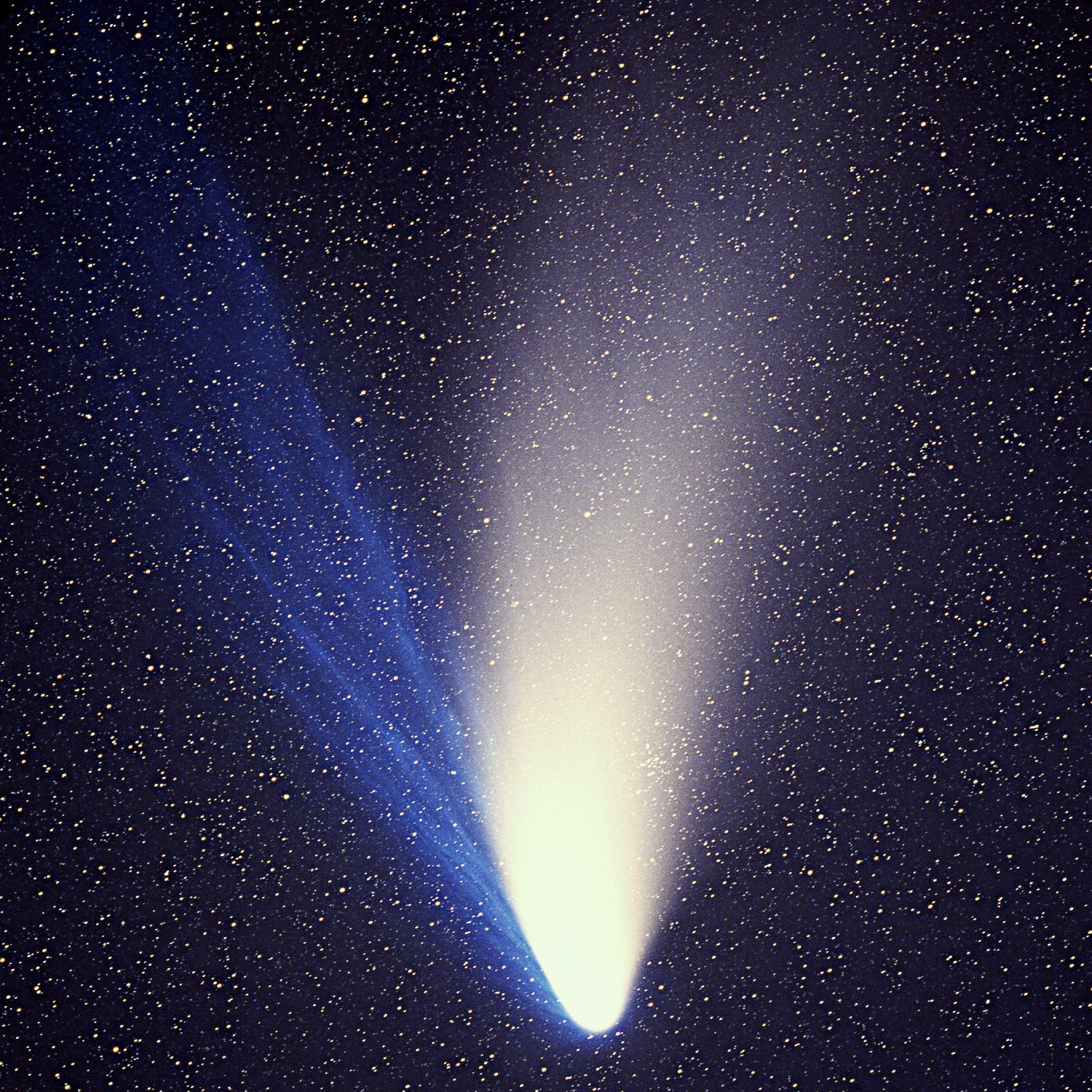
Товстий білий хвіст комети Гейла-Боппа складається з частинок пилу, і утворюється завдяки тиску світла. Другий, тонкий і блакитний складається з іонів і створюється сонячним вітром.

Світлови́й тиск — тиск, який світло чинить на тіло, в якому поглинається, або від якого відбивається.
Теоретично існування світлового тиску передбачив Максвелл в 1871 році, а експериментально дослідив П. М. Лебедєв у 1900.
Світло складається з фотонів, кожен з яких має імпульс
{\displaystyle p_{ph}={\frac {\hbar \omega }{c}}},
де {\displaystyle \omega } — циклічна частота, {\displaystyle \hbar } — зведена стала Планка, c — швидкість світла у вакуумі.
За законом збереження імпульсу при поглинанні фотона цей імпульс передається тілу, що його поглинуло. При відбитті світла імпульс фотона змінюється на протилежний, а тіло, від якого відбивається світловий промінь, отримує вдвічі більший імпульс.
Якщо на одиницю поверхні тіла в одиницю часу падає n' фотонів, поглинаючись в ній, то тиск на поверхню P дорівнює
{\displaystyle P={\frac {n\hbar \omega }{c}}={\frac {I}{c}}},
де I — потік світлової енергії.
При відбитті світла поверхнею тіла світловий тиск вдвічі більший. При проходженні фотона наскрізь світлового тиску не виникає. Тому в загальному випадку наведену формулу потрібно скоригувати з врахуванням цих процесів.

## Сонячне вітрило
Світловий тиск в реальних умовах слабкий, однак його можна використати в умовах космічного простору для побудови фотонних вітрил. Сонячне вітрило використовує для розгону космічного корабля у вакуумі тиск світла. На лютий 2008 року на практиці експеримент не реалізований — проте в 2005 році була спроба запуску сонячного вітрильника Космос 1, який навіть не був виведений в космос через відмову ракети-носія при старті.